# Акуловский гидроузел
Акуловский гидроузел (Акуловский гидротехнический узел) — комплекс гидротехнических сооружений (гидроузел) в системе канала имени Москвы. Расположен на реке Уча (левом притоке Клязьмы), около города Пушкино Московской области.
Построен в 1935—1937 годах силами заключённых каналоармейцев ГУЛАГа при создании Учинского (Акуловского) водохранилища. Назван по деревне Акулово, которая была затоплена при заполнении чаши водохранилища. Название деревни перешло также на посёлок Акулово, построенный при гидроузле.
Эксплуатирующая организация в настоящее время — АО «Мосводоканал».

## Сооружения
Основным сооружением Акуловского гидроузла является большая земляная плотина (длиной 1850 м и высотой 24 м) на реке Уча, образующая вместе с Пяловской и Пестовской плотинами Учинское (или Акуловское) водохранилище.
Две вспомогательные земляные плотины отделяют водохранилище от судоходной части канала имени Москвы. Другим важным элементом является водозаборное сооружение с водосбросами. На водосбросе также сооружена Акуловская ГЭС, относящаяся к разряду малых и вырабатывающая электроэнергию во время регулируемого выпуска воды.
В чаше Учинского водохранилища отстаивается волжская вода перед поступлением её по водопроводному каналу на Восточную водопроводную станцию, а с 1952 года — и на Северную водопроводную станцию.

## Топонимика
В городе Пушкино:
- Улица 12 Переключатель Акуловского гидроузла (почтовый индекс — 141206)

### Персоналии
- Воспоминания о ГУЛАГе и их авторы — Денисов Георгий Николаевич (1893—1937) военный, строитель